# Appmannsberg
Appmannsberg ist ein Ortsteil der Stadt Waldkirchen im niederbayerischen Landkreis Freyung-Grafenau.

## Geographie und Verkehrsanbindung
Der Ort liegt nordwestlich des Kernortes Waldkirchen. Südöstlich von Appmannsberg mündet der Grillabach in den Osterbach.

## Sehenswürdigkeiten
In der Liste der Baudenkmäler in Waldkirchen sind für Appmannsberg drei Baudenkmäler ausgewiesen:
- Der Traidkasten Appmannsberg 5 ist ein Obergeschoss-Blockbau aus dem 18./19. Jahrhundert
- Das Wohnstallhaus Appmannsberg 10 ist ein Obergeschoss-Blockbau aus dem 1. Viertel des 19. Jahrhunderts.
- Die alte Ausstattung der Kapelle in Appmannsberg stammt aus dem Jahr 1953.